# 若望·迪亞斯
若望·迪亞斯（1936年4月14日—2017年6月19日）是印度籍天主教司鐸級樞機，也是聖座萬民福音部部長。

## 生平

### 早期生活
迪亞斯於1936年4月14日在英屬印度西部和中部的孟買管轄區的孟買岀生。他的父親是馬哈拉施特拉邦政府的內政部副局長。他從耶穌會經營的聖斯坦尼斯高中畢業後，他進入在孟買總教區的神學院。
後來他於1958年12月8日在孟買總教區晉鐸。然後，他在孟買做牧靈工作，直到1961年他被送往羅馬深造。他在宗座傳教士學院和宗座拉特朗大學就讀，並於1964年在那裡獲得教會法博士學位。1965年至1973年，他曾擔任聖座駐丹麥、瑞典、挪威、冰島、芬蘭、印尼、馬達加斯加、留尼旺、科摩羅和毛里裘斯大使館秘書。及後，梵蒂岡任部分非洲及歐洲秘書。

### 晉牧
他於1982年6月19日晉牧，並獲教宗若望·保祿二世任命為聖座駐加納、貝寧和多哥大使，領魯西比希爾領銜總教區總主教銜。他於1987年至1991年及1991年至1996年期間分別出任聖座駐韓國大使和聖座駐阿爾巴尼亞大使。他於1996年11月8日獲任命為孟買總教區總主教。

### 擢升樞機
他於2001年2月21日被任為司鐸級樞機。他曾參與2005年及2013年教宗選舉秘密會議，當時分別選出的是教宗本篤十六世和教宗方濟各。2006年5月20日，他獲委任為聖座萬民福音部部長。他於2011年5月10日任滿榮休，威田南·斐洛尼接任為萬民福音部部長。